# John Whitaker
John T. Whitaker (Birmingham, 9 d'abril de 1886 – Birmingham, 1977) va ser un gimnasta artístic anglès que va competir a començament del segle xx.
El 1908 va prendre part en els Jocs Olímpics de Londres, on fou vuitè en la prova del concurs complet per equips del programa de gimnàstica.
Quatre anys més tard, als Jocs d'Estocolm, va guanyar la medalla de bronze en el concurs complet per equips, mentre fou vint-i-unè en la prova del concurs complet individual, ambdues del programa de gimnàstica.